# Programa Todos Com a Nota
O Programa Todos Com a Nota é um programa do governo do estado de Pernambuco que foi lançado em 2007. Por determinação do governador Paulo Câmara, o programa foi suspenso entre os anos de 2015 a 2022, retomando em julho do mesmo ano. O ex-governador de Pernambuco Eduardo Campos foi um dos idealizadores do projeto. O programa é uma iniciativa do governo para tentar inibir a atuação de cambistas nos estádios de Pernambuco. Na versão antiga, além de conter o nome e CPF do titular no cartão, era necessária a apresentação da carteira de identidade nos portões dos estádios, com a intenção de evitar fraudes. Em uma nova versão após o relançamento, veio na forma de Aplicativo para Android e iOS (excluindo então o antigo cartão do programa), com algumas mudanças nas regras para trocar as notas fiscais por ingressos.[carece de fontes?] O programa funciona a partir da troca de cupons fiscais por pontos; a cada 200 reais acumulados em notas fiscais, o usuário pode trocar por um ingresso do time que desejar. Para cada partida, é permitido reservar até mil reais em notas, ou seja, cinco ingressos por pessoa. Ao realizar a troca, o usuário deverá ir até a bilheteria física do estádio até um dia antes da partida escolhida, e validar o QR Code imprimindo o ingresso físico gratuitamente.[carece de fontes?]

## Competições onde o Programa Todos Com a Nota era aceito
- Campeonato Pernambucano de Futebol
- Campeonato Brasileiro de Futebol
- Campeonato Brasileiro de Futebol Série B
- Campeonato Brasileiro de Futebol Série C
- Campeonato Brasileiro de Futebol Série D